# Вледуца
Вледуца (рум. Vlăduța) — село у повіті Арджеш в Румунії. Входить до складу комуни Бузоєшть.
Село розташоване на відстані 97 км на захід від Бухареста, 26 км на південь від Пітешть, 92 км на схід від Крайови, 127 км на південний захід від Брашова.

## Населення
За даними перепису населення 2002 року у селі проживали 89 осіб, усі — румуни. Усі жителі села рідною мовою назвали румунську.